# Fernando Coronado
Fernando Coronado, all'anagrafe Fernando Coronado Martínez (Madrid, 9 giugno 1974), è un attore spagnolo, noto per aver interpretato il ruolo di Alfonso Castañeda nella soap Il segreto.

## Biografia
Fernando Coronado è nato il 9 giugno 1974 a Madrid (Spagna), fin da piccolo ha mostrato un'inclinazione per la recitazione. Dal 2011 al 2020 ha dato vita al personaggio di Alfonso Castañeda nella famosa soap opera Il segreto (El secreto de Puente Viejo) su Antena 3.

## Vita privata
Ha da tempo una relazione con l’attrice e collega Sandra Cervera conosciuta sul set della soap opera Il segreto (El secreto de Puente Viejo) su Antena 3.

## Carriera
Fernando Coronado ha partecipato come attore all'opera teatrale Calígula ed in seguito a Locos por los clásicos (adaptación de textos clásicos). Nel 2000-2001 ha partecipato a Las dos orillas, nel 2007 a Sueño sin Título, nel 2009 a Mitridate, re di Ponto, nel 2010 a Cabaret e nel 2011 a Pásame la Sal.
Nel 2010 ha partecipato al videoclip Ya verás de funambulista e nel 2013 è stato produttore del cortometraggio Cassandra.
Il suo più grande successo è stato dal 2011 al 2019 con il ruolo di Alfonso Castañeda nella soap opera Il segreto, un ragazzo burlone, buono e gentile, un gran lavoratore disposto anche a grandi sacrifici pur di riuscire a mantenere la sua famiglia.

## Filmografia

### Cinema
- Hienas, regia di Norberto Ramos del Val (2009)

### Televisione
- Doctor Mateo – serie TV (2009-2011)
- Il segreto (El secreto de Puente Viejo) – soap opera, 1855 episodi (2011-2019)
- Señoras del (h)AMPA – serie TV (2019-2021)
- La unidad – serie TV, 6 episodi (2020)
- ByAnaMilán – serie TV, 1 episodio (2020)
- Per sempre (Amar es para sempre), 81 episodi (2023)

### Cortometraggi
- Sujeto Darwin, regia di David Cruz, Manuel Luna Padilla e Fernando Sánchez (2014)

## Doppiatori italiani
Nelle versioni in italiano dei suoi film e delle sue serie TV, Fernando Coronado è stato doppiato da:
- Gabriele Tacchi[10] ne Il segreto (episodi 1-1690)[11]
- Andrea Ward[12] ne Il segreto (episodi 1691-1885)[11]